# Sequela Christi
La sequela Christi (ou suite du Christ) est une locution latine qui, surtout à partir du Moyen Âge, est venue à signifier dans la spiritualité chrétienne, et surtout monastico-religieuse, l’engagement dans la vie religieuse. Ce terme est utilisé par les croyants dans les différents pays chrétiens, pour montrer l'engagement religieux maximal. Elle est souvent associée à l’imitatio Christi, évoquée dans l'ouvrage l'Imitation de Jésus-Christ. 

## Deux concepts
Les deux concepts de sequela et d’imitatio expriment des réalités diverses et ont un contenu différent même s’ils s’appellent l’un l’autre. Saint Augustin l’exprime déjà : « Que veut dire ‘suivre’ si ce n’est ‘imiter’ le Christ ? ». Dans l’histoire de la spiritualité chrétienne, préférence est parfois donnée à l’un (ainsi François d'Assise et Ignace de Loyola pour la sequela) parfois à l’autre (ainsi la devotio moderna pour l’imitatio). 
La sequela implique un cheminement extérieur fait de gestes et de décisions qui expriment clairement une marche dans les pas du Christ. La notion de pèlerinage y prend de l’importance. L’imitatio par ailleurs appelle à l’effort moral et mystique pour reproduire dans sa vie personnelle les traits du Christ, perçu comme le modèle de toute la vie chrétienne, dans la pauvreté, la chasteté et l'obéissance. 
La sequela trouve son sommet dans le geste de tout abandonner pour répondre à l’appel du Christ : « Viens et suis-moi!» (Luc 18, 20). L’imitatio culmine dans le fait d’entretenir avec le Père une relation similaire à celle qu’avait Jésus.

## Concile Vatican II
Dans son décret sur la rénovation de la vie religieuse, Perfectae Caritatis, le concile Vatican II entendit rééquilibrer la compréhension de la vie religieuse, jugée trop éthique et exemplative, qui s’était progressivement imposée durant les derniers siècles, en jumelant dès le paragraphe d’ouverture la sequela et l’imitatio : « Dès l’origine de l’Église il y eut des hommes et des femmes qui voulurent, par la pratique des conseils évangéliques, suivre plus librement le Christ et l’imiter plus fidèlement et qui, chacun à sa manière, menèrent une vie consacrée à Dieu. »  (N°1)

## Source
- Jean-Marie Roger Tillard, Devant Dieu et pour le monde : Le projet des religieux, Paris, Le Cerf, coll. « Cogitatio Fidei », 1974, 460 p.
- Pascal Frey, Saint François d'Assise, une pensée par jour, Mediapaul, Paris, 2015.